# 트라헬로사우루스
트라헬로사우루스(학명:Trachelosaurus fischeri)는 도마뱀목 에레사우루스과에 속하는 도마뱀이다. 지금은 멸종된 종으로서 전체적인 몸길이가 2~3m인 중대형 도마뱀에 속한다.

## 특징
트라헬로사우루스(Trachelosaurus)는 원시공룡과의 도마뱀과 같은 초기 대왕동형 파충류로 멸종된 종으로서 로버트 L. 캐롤에 의해 1988년에 재탈출되기 전까지 공룡으로 묘사되었다. 유형종인 트라헬로사우루스 피스체리는 F에 의해 설명되었다. 브로일리 & E. 피셔는 1917년에 독일 번부르크의 솔링 포메이션(분산트슈타인)에서 발견된 유해를 근거로 했다. 그것은 가느다란 목과 보통 크기의 경추를 가진 종으로 두개골은 일반 도마뱀과 같이 평범하게 되어 있다. 다른 도마뱀에 비해 앞다리와 뒷다리의 크기는 동일한 크기인 수준이며 양턱에는 총 10~15개의 작은 삼각형 모양의 이빨이 나 있다. 먹이로는 당대에 서식했던 작은 동물, 절지동물, 공룡의 알을 잡아먹고 살았을 육식성의 도마뱀으로 추정되는 종이다.

## 생존시기와 서식지와 화석의 발견
트라헬로사우루스가 생존했던 시기는 중생대의 트라이아스기 초기로서 지금으로부터 2억 4500만년전~2억 2000만년전에 생존했던 종이다. 생존했던 시기에는 유럽을 중심으로 하는 당대의 산맥에 조성됐던 열대우림에사 서식했던 종이다. 화석의 발견은 1917년에 유럽의 국가 중에 하나인 독일의 트라이아스기에 형성된 지층에서 유럽의 고생물학자인 브로일리 피셔에 의하여 처음으로 화석이 발견되어 새롭게 명명된 종이다.

## 같이 보기
- 파충류
- 중생대
- 트라이아스기
- 도마뱀
- 화석